# Michaela Hájková
Michaela Hájková, née le 22 mars 2002 est une coureuse cycliste tchèque, spécialiste du Vélo tout terrain (VTT) et du BMX.
Elle est notamment championne du monde de four cross en 2021.

## Biographie
Spécialiste du BMX qu'elle pratique depuis ses 10 ans, elle devient en 2018 championne d'Europe cadettes et termine quatrième au championnat du monde dans la catégorie des moins de 16 ans.
En 2021, pour sa première année chez les élites, elle crée la surprise en étant sacrée championne du monde de four-cross, pour sa première participation à un mondial de VTT.

## Palmarès en VTT

### Championnats du monde
- Val di Sole 2021
  -  Championne du monde de four-cross